# ナショナル・ボード・オブ・レビュー賞 (2023年)
95th NBR Awards
作品賞: 
キラーズ・オブ・ザ・フラワームーン
第95回ナショナル・ボード・オブ・レビュー賞は、2023年の映画を対象とした賞であり、2023年12月6日に受賞者が発表された。授賞式の司会はウィリー・ガイストが務める。この年からスタントマンの功績を称えるため、新たにスタント功績賞が創設された。

## 受賞結果

### 作品賞トップ10
※作品賞を除き原題のアルファベット順
- 『キラーズ・オブ・ザ・フラワームーン』
  - 『バービー』
  - 『君たちはどう生きるか』
  - 『フェラーリ』
  - 『ホールドオーバーズ 置いてけぼりのホリディ』
  - 『アイアンクロー』
  - 『マエストロ: その音楽と愛と』
  - 『オッペンハイマー』
  - 『パスト ライブス/再会』
  - 『哀れなるものたち』

### 外国語映画トップ5
※英題のアルファベット順
- 『枯れ葉』
- 『墓泥棒と失われた女神』
- 『The Teachers' Lounge』
- 『Tótem』
- 『関心領域』

### ドキュメンタリー映画トップ5
※英題のアルファベット順
- 『実録 マリウポリの20日間』
- 『32 Sounds』
- 『The Eternal Memory』
- 『地下道の鳩 ジョン・ル・カレ回想録（英語版）』
- 『A Still Small Voice』

### インディペンデント映画トップ10
※原題のアルファベット順
- 『All Dirt Roads Taste of Salt』
- 『異人たち』
- 『ブラックベリー（英語版）』
- 『アース・ママ（英語版）』
- 『フローラとマックス（英語版）』
- 『ペルシアン・バージョン（英語版）』
- 『Scrapper』
- 『ショーイング・アップ（英語版）』
- 『シアター・キャンプ（英語版）』
- 『A Thousand and One』

### 各賞受賞者
- 作品賞：『キラーズ・オブ・ザ・フラワームーン』
- 監督賞：マーティン・スコセッシ - 『キラーズ・オブ・ザ・フラワームーン』
- 主演男優賞：ポール・ジアマッティ - 『ホールドオーバーズ 置いてけぼりのホリディ』
- 主演女優賞：リリー・グラッドストーン - 『キラーズ・オブ・ザ・フラワームーン』
- 助演男優賞：マーク・ラファロ - 『哀れなるものたち』
- 助演女優賞：ダヴァイン・ジョイ・ランドルフ - 『ホールドオーバーズ 置いてけぼりのホリディ』
- オリジナル脚本賞：デヴィッド・ヘミングソン - 『ホールドオーバーズ 置いてけぼりのホリディ』
- 脚色賞：トニー・マクナマラ - 『哀れなるものたち』
- アニメーション映画賞：『スパイダーマン:アクロス・ザ・スパイダーバース』
- ブレイクスルー演技賞：テヤナ・テイラー（英語版） - 『A Thousand and One』
- 新人監督賞：セリーヌ・ソン - 『パスト ライブス/再会』
- 外国語映画賞：『落下の解剖学』
- ドキュメンタリー映画賞：『STILL:マイケル・J・フォックス ストーリー』
- アンサンブル演技賞：『アイアンクロー』
- 撮影功績賞：ロドリゴ・プリエト - 『キラーズ・オブ・ザ・フラワームーン』『バービー』
- スタント功績賞：チャド・スタエルスキ、ステファン・ダンレヴィ、スコット・ロジャース - 『ジョン・ウィック:コンセクエンス』